# Bessuéjouls
Bessuéjouls – miejscowość i gmina we Francji, w regionie Oksytania, w departamencie Aveyron. W 2013 roku jej populacja wynosiła 263 mieszkańców. Przez teren gminy przepływa rzeka Lot. 

## Zabytki
Zabytki w miejscowości posiadające status monument historique:
- kościół św. Piotra (fr. Église Saint-Pierre)